# Oshin de Korikos
Oshin de Korikos fou senyor (Oshin II) de Korikos i regent del Regne Armeni de Cilícia, fill d'Hethum l'historiador, al qual va succeir com a senyor de Korikos a la seva mort el 1314. La seva mare era Isabel d'Ibelin, filla de Guiu d'Ibelin.
El 1311 es va casar amb Margarita d'Ibelin, filla de Balian d'Ibelin. El 1320 va morir el rei Oshin d'Armènia Menor i Oshin de Korikos es va casar amb la seva vídua Joana d'Anjou, filla de Felip de Tàrent i va assolir la regència del jove rei Lleó V. El 1321 va imposar al jove rei el seu enllaç amb la mateixa filla Alícia de Korikos. Va fer matar alguns membres de la família per consolidar el seu poder com per exemple Isabel d'Armènia (filla de Lleó III i vídua d'Amalric II de Xipre) i dos dels seus fills.
El 1329 el rei Lleó va arribar a la majoria d'edat i tan bon punt va poder va fer detenir a Oshin i el va fer executar juntament amb la seva filla Alícia (l'esposa del rei) i el germà d'Oshin, Constantí senyor de Lampron i camarlenc del regne. El cap d'Oshin fou enviat a l'Il-khan.